# 貴州黔西市遊船傾覆事故
2025年5月4日約16時40分，4艘遊船在中華人民共和國貴州省畢節市黔西市新仁鄉化屋村烏江源百里畫廊化屋風景區遭遇大風傾覆，造成84人落水，其中10人死亡、70人受傷。

## 背景
烏江源百里畫廊化屋風景區位於貴州省畢節市黔西市新仁鄉化屋村，是一處以自然風光和水上遊覽聞名的旅遊景點。事故發生時正值「五一」假期，景區遊客眾多。

## 事發天氣狀況
湖北《極目新聞》報道，貴州省氣象台於當日下午三時曾發佈強對流天氣黃色預警，預測包括黔西市在內的畢節市南部地區將出現雷暴大風、冰雹及短時強降雨。事發地之清镇市交通运输局回覆记者稱，當天下午3时许接到气象台预警后，已通过微信群等方式给相关运输企业发出预警。
而事發當天，贵州省气象局統計的气象站數據：該省17个县域出现冰雹；42站出现8级以上大风，极大风速为黔西市化屋村44.7米/秒（14级风），出现时间为16时33分，而該气象站正位于事发水库（東風水庫）附近。

## 事故
2025年5月4日約16時40分，烏江源百里畫廊化屋景區六廣河流域突遭突發性強對流天氣影響，導致4艘遊船在航行途中翻覆，造成共84人墮水。
涉事船隻由貴陽市清鎮市新店鎮的東湖農業客運有限公司經營，一艘載38名遊客、2名船員，一艘載35名遊客、2名船員；另2艘已靠岸的船上，共有7名游船工作人員。所有船隻無超載。
據多名目擊者回憶，事故發生前當地天氣晴朗，並無明顯異常。當地鄰近景區的化屋村居民指出，當日下午4時左右，景區一帶持續遭遇逾20分鐘的強風暴雨，惡劣天候導致部分船隻失去控制。
涉事遊船乘客稱，他所乘坐的遊船搭載約20多名旅客，原計劃依照常規約40分鐘的航線從碼頭出發。航行約10分鐘後，天氣突變，短短數分鐘內即出現雷電交加、暴雨夾雜冰雹，伴隨強風，能見度驟降。他指出，自己所搭乘的船隻因靠岸較近，船長應對及時，成功避開險情；但旁邊另一艘長約2至30米的船則在狂風中翻覆。他亦提到，船上救生衣穿戴並不統一，僅規定在上層觀景時需穿著，下層多數人並未配戴。

## 搜救和傷亡
事故發生後，化屋村居民自發參與應急支援，包括迅速清理村道旁車輛以騰出救援通道，協助傷者送醫與指引其他旅客上岸。
當地政府啟動應急預案，展開大規模搜救行動；事故共造成10人死亡，70人傷，4人未受傷。最后1名失联人员於5月5日下午約1時找到，並證實死亡，另70名傷者均为轻伤，全部傷者被送到黔西市人民医院接受治療。
根據貴州省消防救援總隊消息，該隊派遣8個支隊前往現場支援，共動用84輛車、248名人員（包括83名潛水員）、24艘救援船及16套水下機器人設備，於事發水域展開大範圍搜索與水下作業。大批公安、醫護與救援人員投入工作；贵州省共投入近500人，派出包括省、市两级医疗专家在内的救治人员298人參與救援。
而中共中央政治局委員、國務院副總理張國清於5月5日凌晨抵達事發現場，與貴州省省委、省政府官員則指導救援工作，並主持召开会议研究部署下一步工作。

## 反應
中華人民共和國領導人習近平對事故作出指示，要求全力搜救落水人員、救治傷者，妥善處理遇難者善後事宜及安撫其家屬，並指近期部分地方接連發生安全事故，造成群死群傷，強調須有效防範重特大安全事故多發。中共中央政治局常委、國務院總理李強作出批示，要求全面展開搜救與醫療救治工作，同時落實家屬安撫、善後安排及事故調查。
5月5日上午，水利部、交通运输部與中国气象局三部門與貴州省省委分別召開特別會議，会议强调深刻汲取教训、强化安全措施並加强山洪灾害防御、对内河涉客运输开展全面排查整治、並紧盯强对流天气监测预报预警。
遊船傾覆事故的消息傳出後，迅速在中國大陸社交媒體上引發關注。部分網民在微博等平台表達對遇難者的哀悼與對倖存者的祝願，呼籲加強水上活動的安全措施，包括強制穿戴救生衣等；亦有聲音提醒民眾避免對水上安全抱有僥倖心理。